# NGC 4923
NGC 4923 este o emission-line galaxy⁠(d) situată în constelația Părul Berenicei. A fost descoperită în 11 aprilie 1785 de către William Herschel. Se află la o distanță de 94,62 de megaparseci de Pământ.